# Fiskartorpet

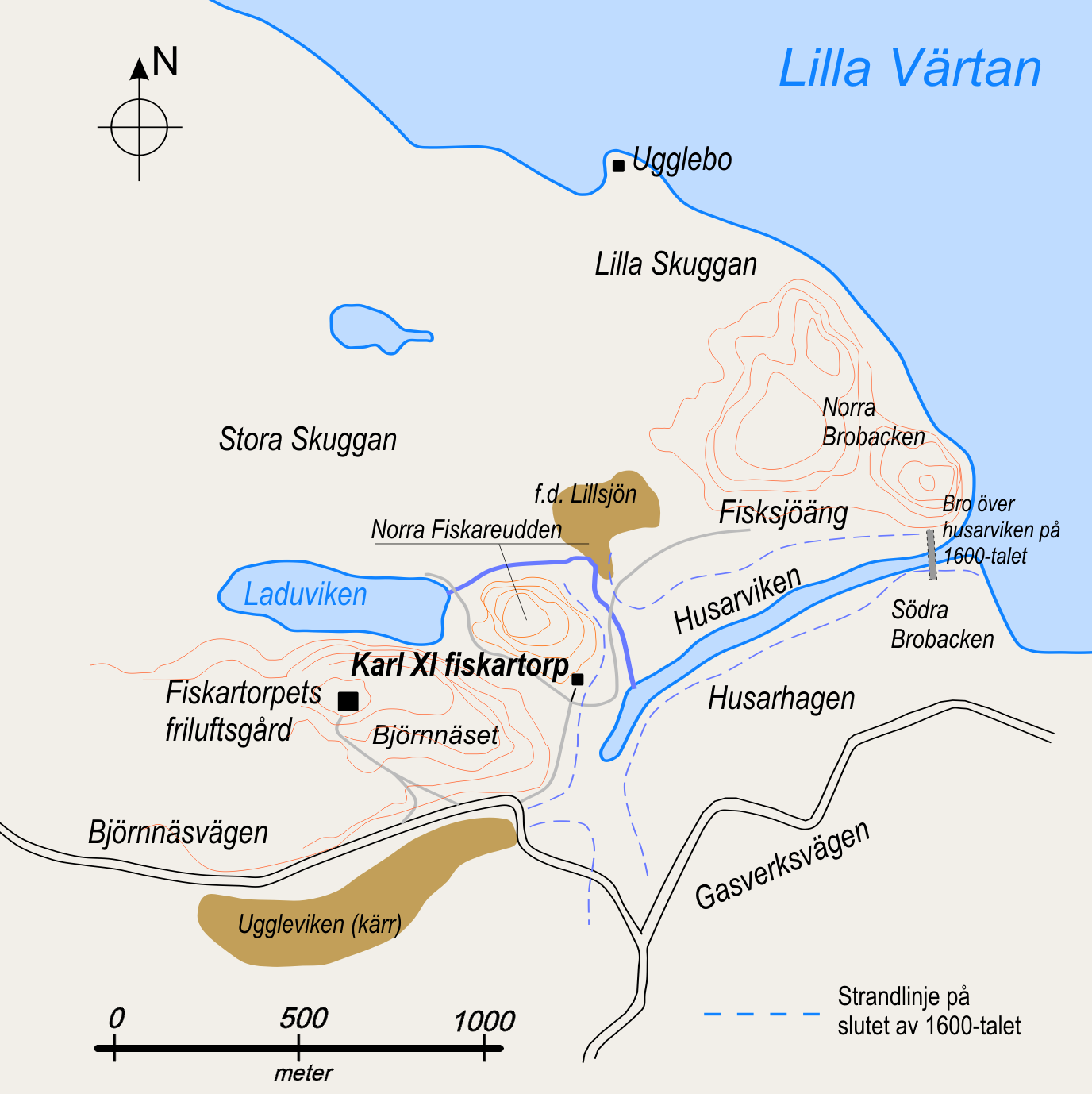
Fiskartorpet 2007 med delvis historiska ortnamn. På kartan framgår var Karl XI:s fiskartorp är beläget.

Fiskartorpet är ett historiskt område och en frisksportanläggning på Norra Djurgården inom Kungliga nationalstadsparken i Stockholm. Fiskartorpets friluftsgård ligger högst upp på höjden Björnnäset mellan Laduviken och Uggleviken.

## Tidig historia
Fiskartorpet och Fiskartorpsvägen har fått sina namn efter Kungliga Djurgårdens äldsta hus, Karl XI:s lilla fiskarstuga från 1680-talet som fortfarande står kvar på den plats där den byggdes, invid Husarvikens strand på den sydöstra sluttningen av den så kallade Norra Fiskareudden. På Erland Ströms karta från 1779, med ursprung från 1696, är Husarviken, Laduviken, Uggleviken och Lillsjön fortfarande stora grunda havsvikar i direkt förbindelse med Lilla Värtan och man kan förmoda att vattenområdet på den tiden var mycket rikt på fisk.
Fiskartorpet anses utgöra den sannolikt första platsbildningen för friluftsliv i Sverige. 
Det som i slutet på 1700-talet var ett populärt värdshus på platsen har främst gått till historien genom Carl Michael Bellmans Fredmans epistel nr 71,
Ä´ke det gudomligt,
Fiskartorpet! Hvad?
Gudomligt att beskåda!

### Karl XI:s fiskarstuga

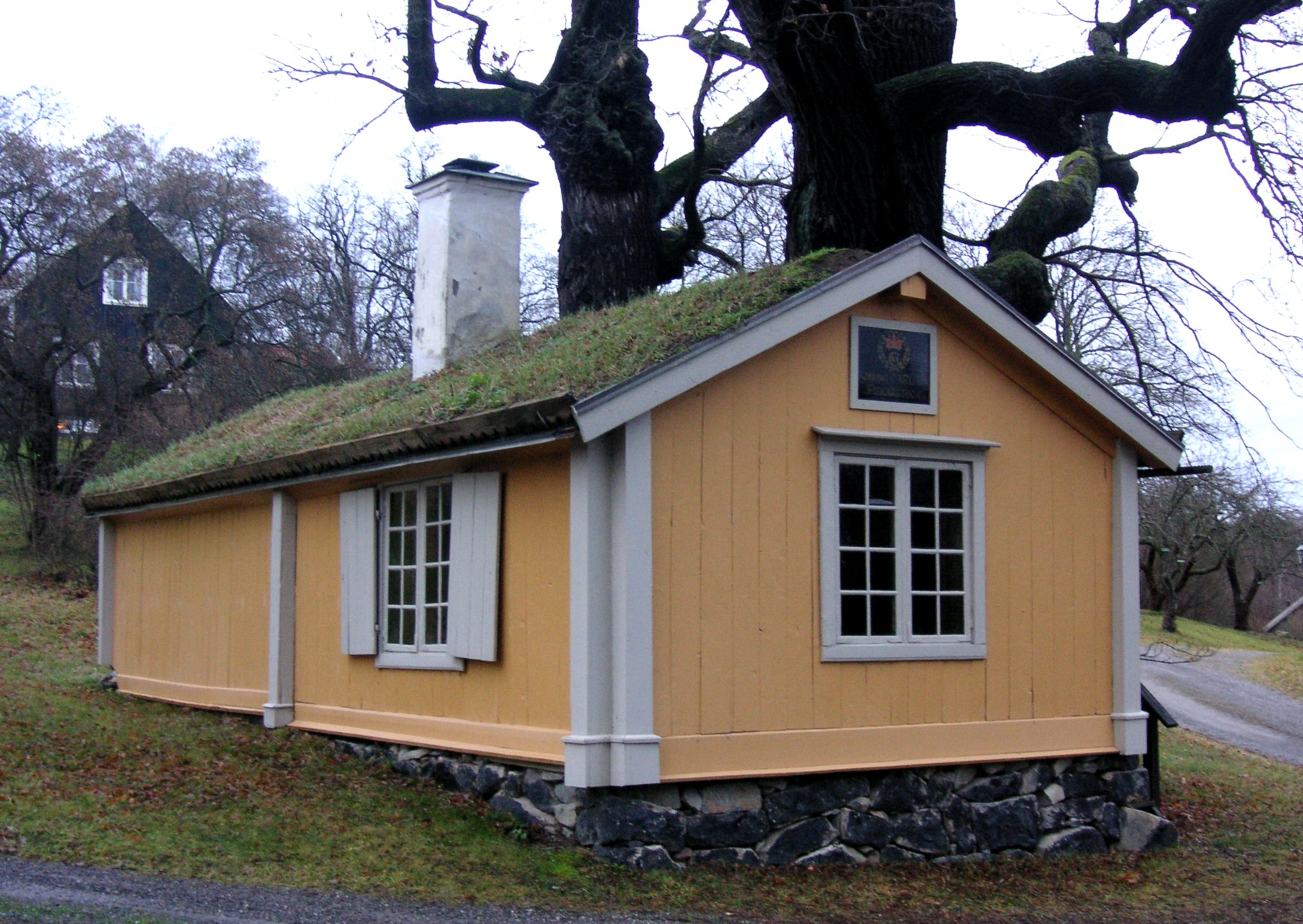
Karl XI:s fiskartorp.

Stugan var, när den byggdes en av de få byggnaderna inom den inhägnade kungliga jaktmarken, den Kungliga Djurgården. Genom landhöjningen ligger stugan idag långt uppe på land, men på 1600-talet hade Karl XI det inte långt till sina fiskevatten. En gigantisk ek (Fiskartorpseken) finns intill huset och har växt in mot stugans yttervägg. Eken började tydligen växa på platsen ungefär samtidigt som stugan byggdes och borde således vara omkring 320 år.

## Fiskartorpets senare historia
Mitt emellan Fiskartorpets friluftsgård och Karl XI:s fiskestuga ligger Kristinaladan. Sedan 1997 har Molière Ensemblen sin fasta scen där. Byggnaden är uppförd på 1600-talet. Efter en varsam renovering är den idag en intim teater där det spelas Molièreklassiker och William Shakespeare.

### Hoppbacken

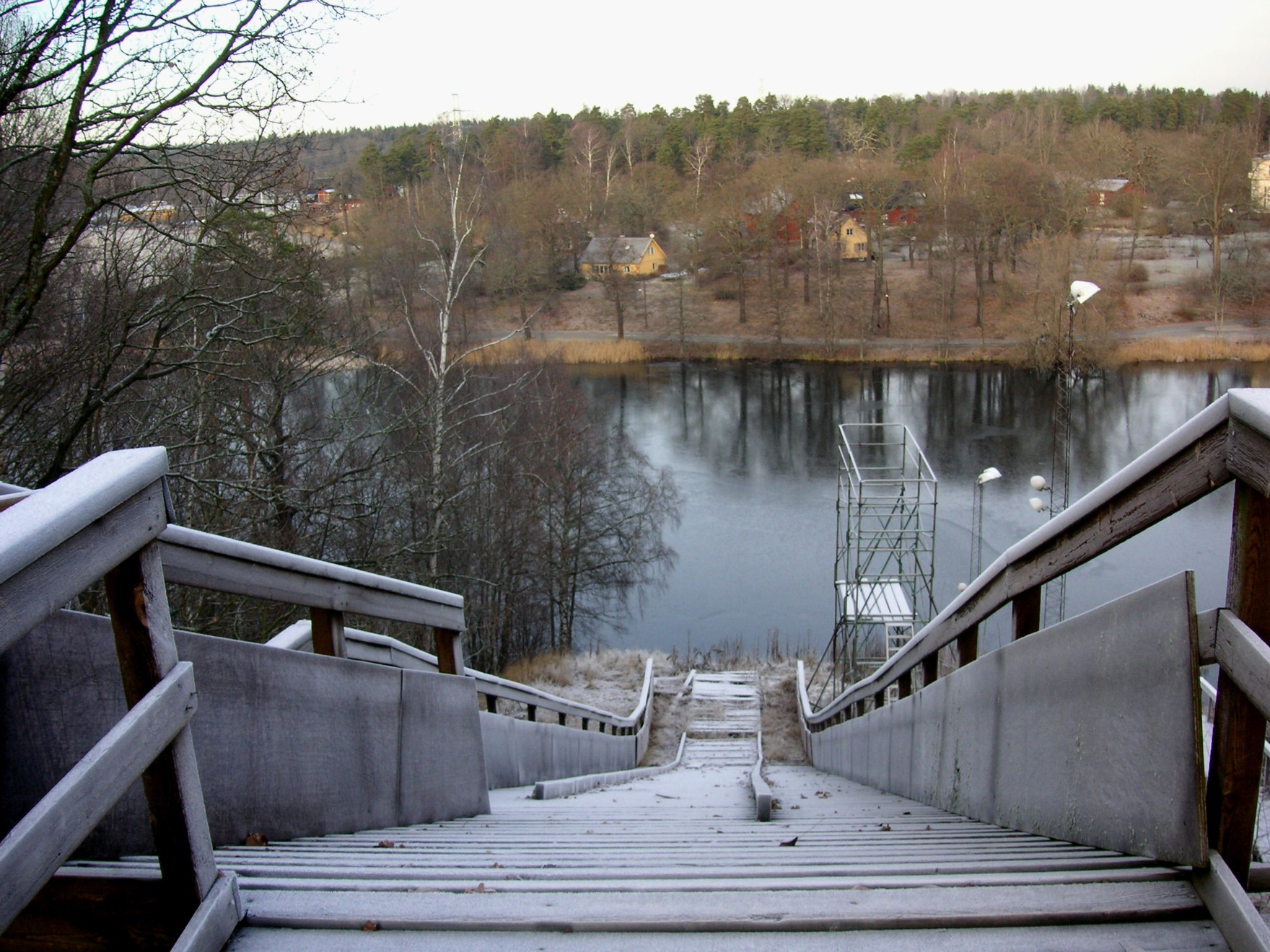
Fiskartorpets Mellanbacken, 2007.

Initiativet till Fiskartorpets skidanläggning togs i samband med att Föreningen för skidlöpningens främjande i Sverige (numera Friluftsfrämjandet) bildades 1892.  Vid Fiskis, som området ibland kallas i folkmun, byggdes en av Sveriges första hoppbackar på 1890-talet, som kallades "självmördaren" på grund av sin branta vinkel och målområdet på sjön Laduviken. Den 21 februari 1904 invigdes en ännu större backe med torn efter ritningar av arkitekt Gustaf Wickman sedan platsen hade ställts till förfogande av kungen. Bygget finansierades genom privata insamlingar. Skidfrämjandet (senare Skid- och Friluftsfrämjandet) byggde i början av 1900-talet egna stugor för att få ut folk i skog och mark. Tornets första träkonstruktionen visade sig vara brandfarlig och ersattes efter några incidenter av nuvarande byggnad på 1930-talet. Den hade ritats av Gustaf Birch-Lindgren.
Stockholmarna vallfärdade till Fiskartorpet för att se några av Sveriges bästa och djärvaste backhoppare kasta sig ut i luften, landa i underbacken och bromsa upp på Laduvikens is. Publik på 30 000 åskådare uppmättes på 1930-talet. Olof Palme var en av många stockholmare som har nyttjat fiskartorpsterrängen, och har beskrivit sina minnen därifrån. 
Fiskartorpets tornrum har inrymt Svenska skidmuseet och vann på 1940-talet internationellt anseende med skidor från hela världen inklusive den 4000 år gamla Hotingskidan. Radioprogram har sänts från Fiskartorpet. När Aftonbladet intervjuar Arne Weise berättas att mest stolt är han över radioprogrammet ”Klubb Fiskartorpet”, Sveriges första infotainment-show från 1959.

### Skidbackar
På mitten av 1960-talet var det vanligt att backarna vid Fiskartorpet var fulla av skidåkare, både på helger och vardagskvällar genom att de tidigt ordnade med kvällsbelysning. Fiskartorpet blev den mest populära skidanläggningen för stockholmare från de norra delarna av staden. Denna roll övertogs senare av flera större backar som i snabb takt gjordes i ordning för att möta det snabbt ökande intresset för utförsåkning där Högdalstoppen till att börja med blev den mest besökta skidbacken i Stockholm.  Mellan 1982 och 2005 stod Fiskartorpets hoppbacke oanvänd och började förfalla. Hösten 2005 tog eldsjälen Kristian Antin från IFK Enskede Backhoppning tag i hoppanläggningen tillsammans med Wille Winell och Fiskartorpet och renoverade den med ett par backhopparvänner. I februari 2006 hölls invigningen av den nyrenoverade backen och första veckan i mars hölls den första tävlingen där. År 2007 skedde de senaste backhoppen i Fiskartorpets hoppbacke. Idag drivs Fiskartorpet som konferensanläggning, möteslokaler med restaurang öppet för bokningar av grupper. 
En av Stockholms mest populära MTB-leder ligger idag i området och byggdes av Andreas Danielsson tillsammans Fiskartorpet och Kungliga Djurgårdsförvaltningen.

## Historiska bilder

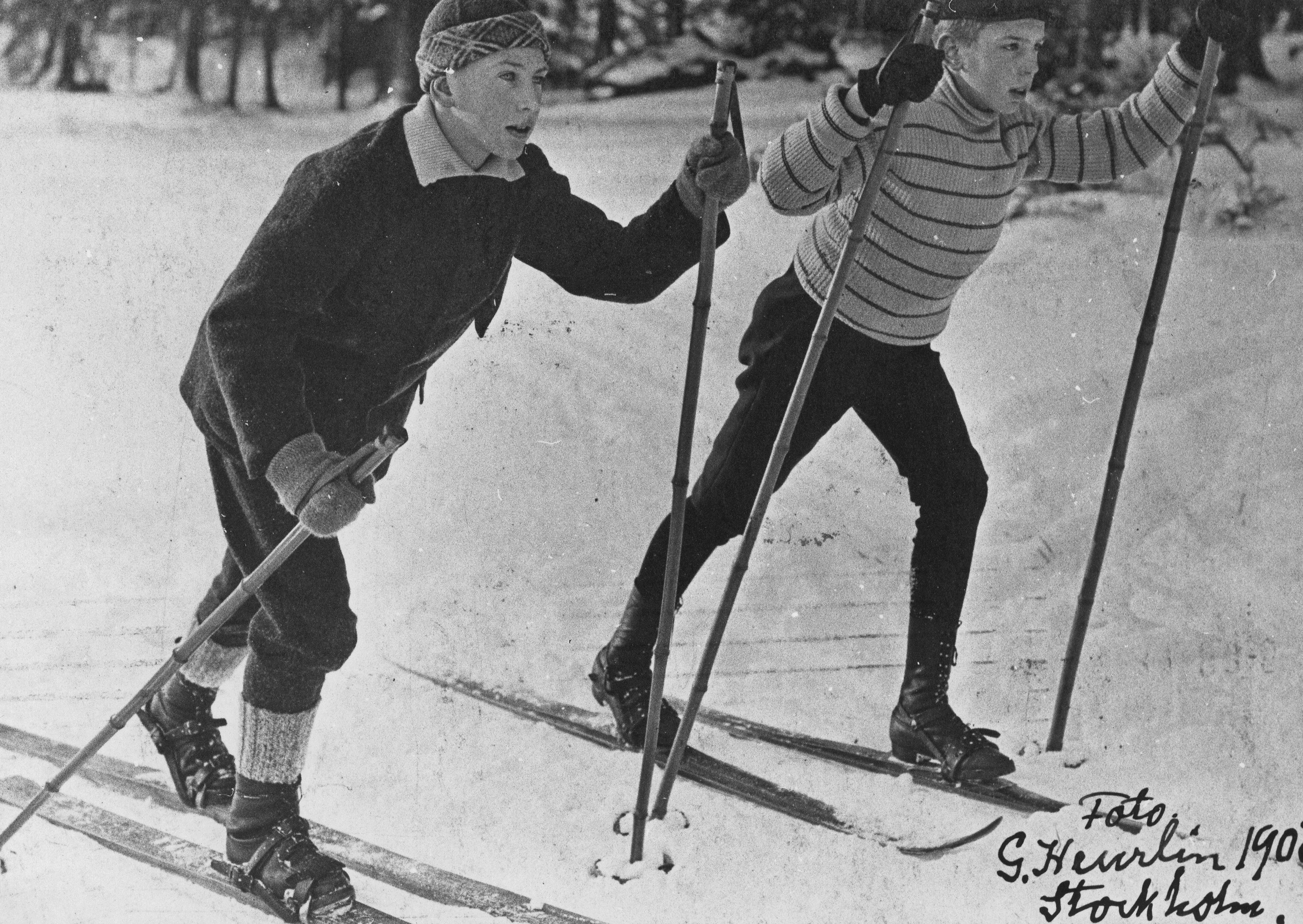
Skidåkning vid Fiskartorpet, 1908.
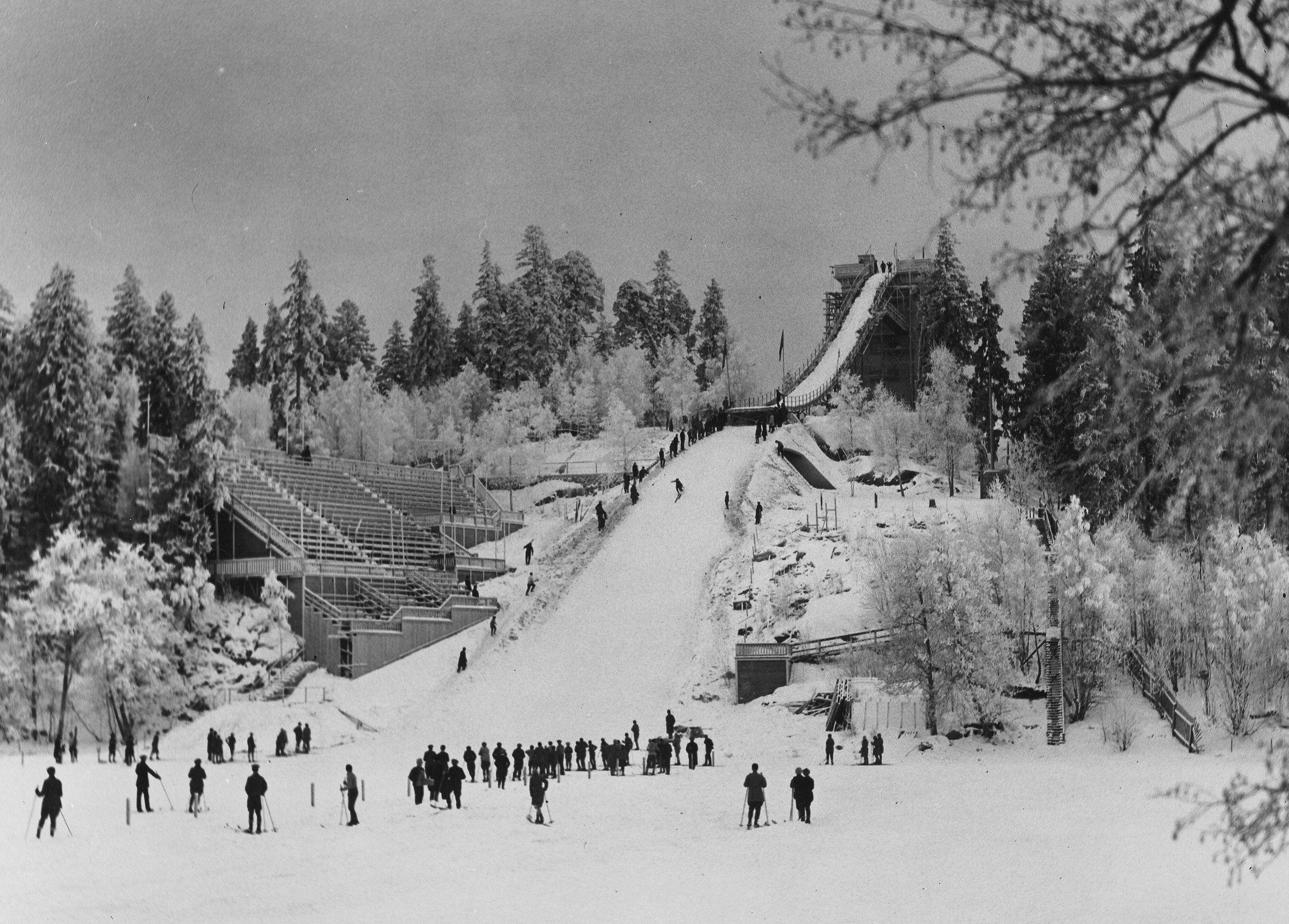
Den äldsta backen, 1902.
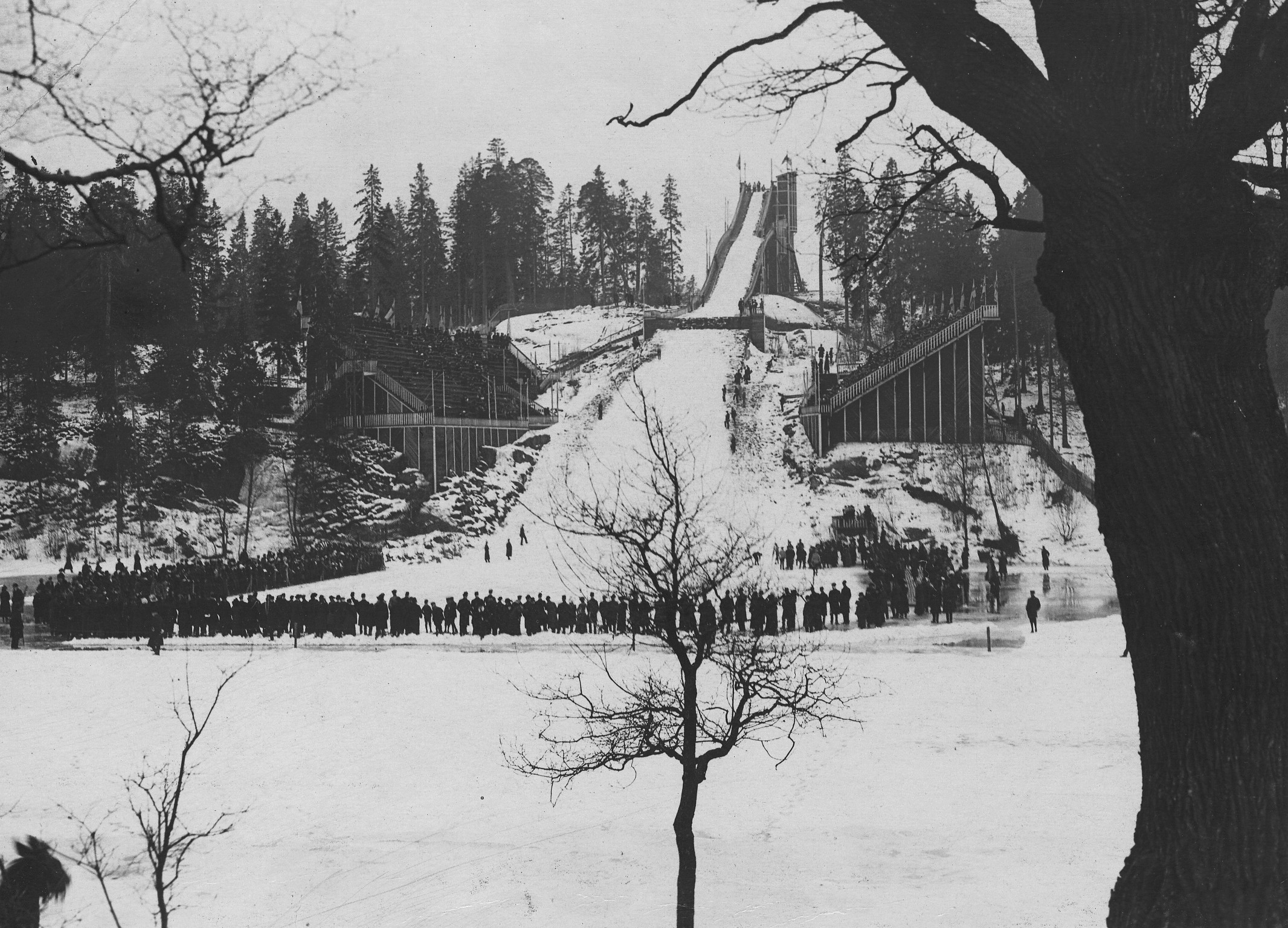
Den äldsta backen, omkring 1910.
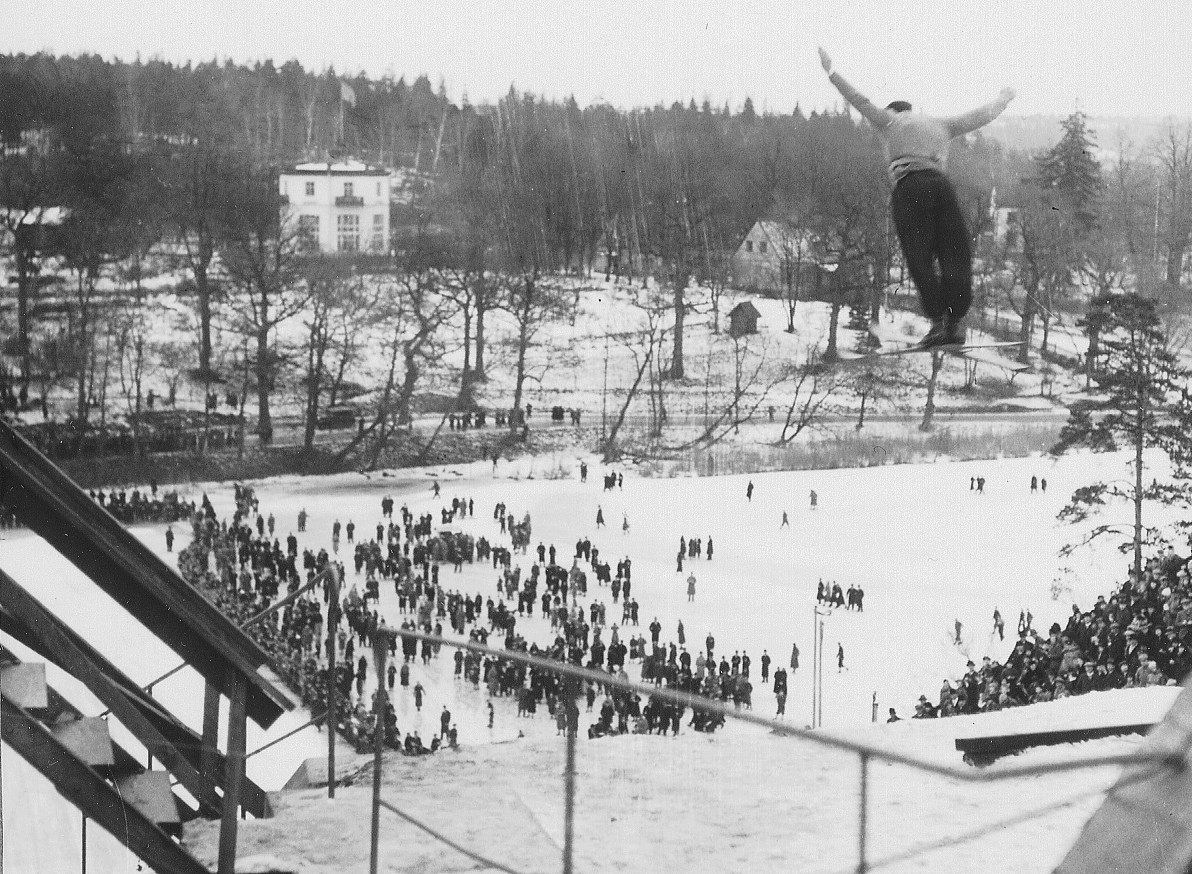
Backhoppning i stora backen, 1934.